# Lemmaphylum rostratum
Lemmaphylum rostratum là một loài thực vật có mạch trong họ Polypodiaceae. Loài này được (Burm. f.) Tagawa miêu tả khoa học đầu tiên năm 1966.